# La Vision d'Albéric

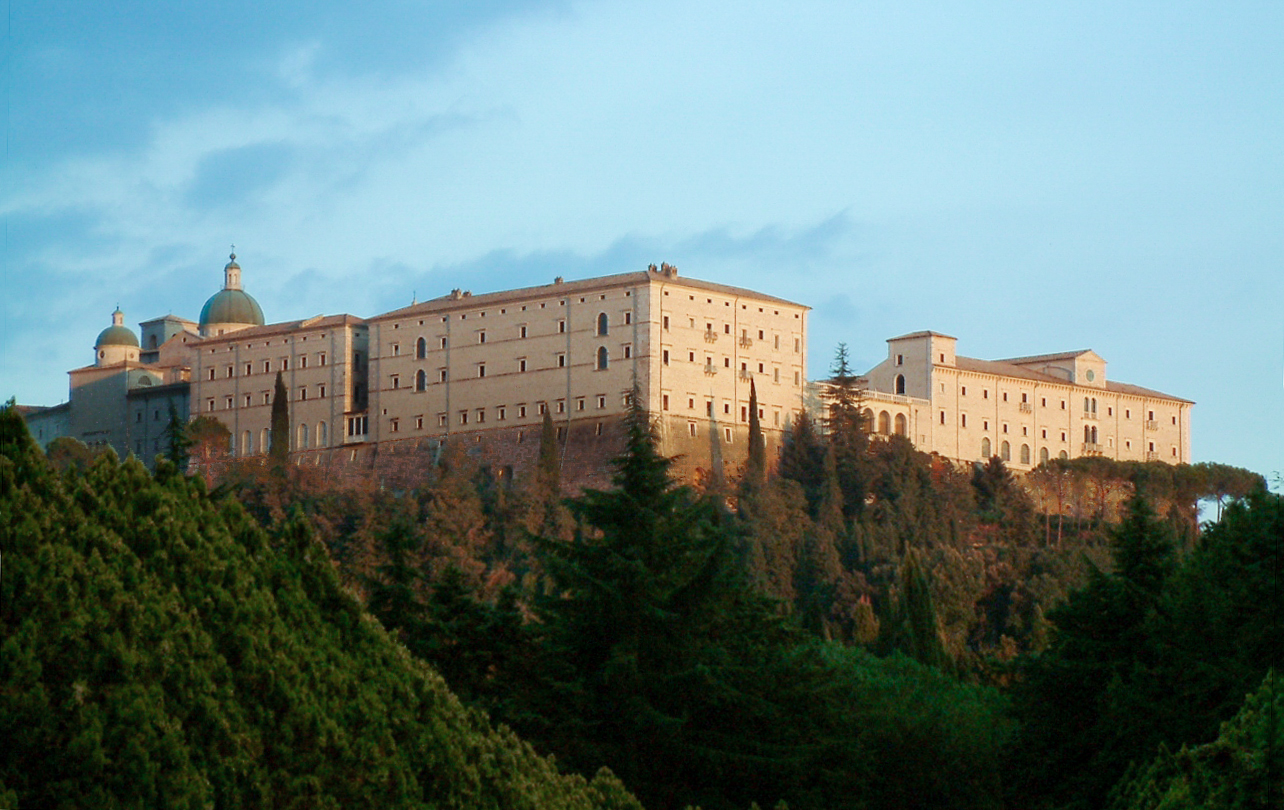
Monastère du Mont-Cassin.

La Vision d’Albéric (« Visio Alberici » en latin) est un texte rapportant la vision qu’a eue le moine Albéric de Settefratri en 1110, alors qu'il avait dix ans (à ne pas confondre avec Albéric du Mont-Cassin, un autre moine appartenant au même monastère ayant vécu au siècle précédent),. La mise en manuscrit de l’expérience du moine a été écrite par lui-même, entre 1127 et 1128, avec l’aide de Pierre le Diacre, plusieurs années après les événements. Le texte raconte le voyage du jeune garçon dans l’au-delà, accompagné par l’apôtre saint Pierre, durant lequel ce dernier expose au visionnaire certains châtiments et certaines récompenses qui attendent les humains après leur mort.

## Contexte
Lorsqu’il avait dix ans, Albéric de Settefratri, « fils d’un noble chevalier », serait tombé gravement malade et serait resté dans une certaine forme de coma pendant neuf jours et neuf nuits. Pendant qu’il était cloué au lit, il aurait fait l’expérience d’une vision de l’au-delà qui l’aurait vraisemblablement convaincu de vouer son existence à la vie monastique. Après avoir pris cette décision, le garçon rejoint le monastère du Mont-Cassin où il raconte son expérience à l’abbé Girard qui commande par la suite à un moine du nom de Guidone de mettre en écrit le récit du jeune Albéric. Plusieurs années plus tard, Albéric se rend compte que la vision qu’il avait vécue lorsqu’il était enfant avait été altérée au fil des années dans les diverses retranscriptions qui en ont été faites. Soucieux qu’aucune fausseté ne soit rapportée en son nom, Albéric fait part du problème à l’abbé du monastère du Mont-Cassin, Senioretto, qui lui demande d’en produire une nouvelle version qui serait exemptée des éléments mensongers et qui comporterait ceux qui ont été omis dans la version précédente. Le moine aurait été aidé dans sa démarche par Pierre le Diacre, bibliothécaire et archiviste du monastère du Mont-Cassin, parce qu’il n’était pas capable d’écrire bien qu’il savait lire. Albéric mentionne lui-même en introduction de sa vision les raisons qui le mènent à un tel travail de réécriture. Il y explique que ses motivations sont poussées avant tout par l’idée qu’il faut, en toutes circonstances, repousser entièrement le mensonge, de quelque forme qu’il soit, car « [...] comme la vérité vient du Christ, ainsi le mensonge vient du diable. » Il faut noter qu’il n’y a qu’un seul manuscrit de La Vision d’Albéric qui soit parvenu jusqu’à nous et il s’agit de la version réécrite par Albéric de Settefratri et Paul Diacre ; le texte ne semble pas avoir joui d’un grand rayonnement en dehors de la région où il a été écrit. De plus, toutes les versions antérieures semblent avoir été perdues et il n’est donc pas possible de comparer les deux textes. 

## Critiques à l’égard des copistes
En introduction du texte, Albéric critique ouvertement les gens qui ont recopié par le passé le récit de sa vision. Il dit lui-même qu’« [i]l eut mieux valu, en vérité, ne rien rapporter du tout que de raconter des faussetés et des inventions. » Cependant, malgré les mots durs employés par l’auteur à l’égard de ceux qui ont rapporté son récit, il exempte Guidone, le moine du monastère du Mont-Cassin ayant écrit la première version, de la majorité de ses critiques. En effet, la seule remarque négative à son égard vient du fait qu’« il décrivit bien des choses, mais en omit autant » , alors que ceux qui semblent s’être attiré davantage ses foudres sont ceux ayant par la suite retranché ou ajouté des passages à leur guise tout en présentant, malgré cela, la vision comme étant bel et bien celle d’Albéric. Ce constat semble être confirmé par le fait qu’Albéric de Settefrari et Paul Diacre ont choisi de conserver la préface originale, qui avait été écrite par Guidone, dans leur version de la vision. Ainsi, il faudrait percevoir les critiques d’Albéric quant aux éditions précédentes non pas comme une attaque dirigée vers Guidone, mais plutôt vers les copistes (anonymes dans le récit) qui n’étaient probablement pas des moines du Mont-Cassin. Néanmoins, une certaine forme d’ironie peut être notée dans les critiques d’Albéric par rapport à la déformation des faits contenus dans les textes lors de leur transcription, puisque Paul Diacre était un faussaire notoire. 

## Remise en doute des motivations de l’auteur
Dans Les justices de l’au-delà. Les représentations de l’enfer en France et en Italie, XIIe – XVe siècles, l’historien Jérôme Baschet met en place l’hypothèse selon laquelle les motivations de l’auteur ne seraient pas avant tout de corriger des erreurs qui se seraient glissées au fil du temps dans les transcriptions de sa vision, mais plutôt une volonté de mettre à jour les fautes énumérées dans la partie infernale du récit dans le contexte de la réforme grégorienne de l’Église romaine. Pour appuyer son hypothèse, l’historien s’appuie sur deux points. Tout d’abord dans la définition des fautes, dans laquelle la réforme du clergé semble occuper une grande place, étant donné que la partie du texte concernant les mauvais prêtres est la plus développée. Nous pouvons ajouter à cet élément le fait que La Vision d’Albéric dénonce la simonie, alors que le Mont-Cassin, durant la Réforme, était engagé dans la lutte contre cette pratique. En deuxième lieu, Baschet note le côté peu convaincant des raisons énoncées par Albéric de Settefratri pour le pousser à écrire une nouvelle version du récit, surtout lorsqu’on considère la définition avec rigueur des fautes énoncées dans la partie infernale de la vision. Claude Carozzi, dans Le Voyage de l’âme dans l’au-delà d’après la littérature latine (Ve – XIIIe siècle), note également que, compte tenu de la longueur assez impressionnante de la vision, certaines questions s’imposent quant à la véracité du récit, principalement puisqu’il s’agit d’une expérience vécue par un garçon de dix ans et où les références à d’autres visions ainsi qu’à la littérature apocryphe sont abondantes.

## Structure

### Déroulement initial
Lors de sa dixième année, Albéric tombe gravement malade et reste dans un état semblable à la mort pendant neuf jours et neuf nuits. À un certain point de sa maladie, qui n’est pas mentionné avec exactitude dans le texte, Albéric fait l’expérience de sa vision. Une colombe vint prendre quelque chose dans sa bouche qu’il ne put distinguer. Après cela, l’oiseau le tire par les cheveux à l’aide de son bec et l’élève à hauteur d’homme. C’est alors que l’apôtre saint Pierre apparait accompagné de deux anges du nom d’Emmanuel et d’Éloi. Ils partent ensemble vers les lieux où sont tourmentées les âmes. 

### Purgatoire
- Le premier lieu montré à Albéric en est un de « charbons ardents et de vapeurs enflammées[4] ». Cette peine se nomme Prudence et c’est là que les bébés d’un an sont purgés de leurs péchés. Saint Pierre explique que même les bébés ne sont pas exempts de péchés et qu’ils restent en cet endroit sept jours, alors que ceux de deux ans y demeurent quatorze jours et ainsi de suite.
- L’apôtre emmène ensuite Albéric dans une vallée glacée parsemée d’amas de glace qui ont l’effet d’une brûlure. C’est là que se trouvent les hommes adultères, les incestueux, les débauchés et toute autre âme chargée d’un péché en lien avec la fornication. Les âmes sont recouvertes de glace selon le degré de leur faute. Ainsi, certains sont couverts de glace jusqu’aux talons, alors que d’autres le sont jusqu’au haut du corps.
- Le visionnaire est ensuite amené dans une autre vallée, celle-ci couverte d’arbres immenses et pointus comme des lances. À ces arbres sont suspendues par des flèches qui transpercent leurs seins des femmes qui refusaient leur lait aux orphelins durant leur vie terrestre. Des serpents mordent également leurs mamelles. Dans la même vallée se trouvent des femmes adultères. Suspendues par les cheveux, ces dernières sont dévorées par le feu.
- L’apôtre dirige après cela le garçon à un endroit où il peut observer une échelle haute de 365 coudées. Cette dernière est ardente et les âmes qui y montent doivent s’y bruler. Si elles tombent, c’est dans un mélange d’huile et de poix bouillantes qu’elles terminent leur chute. Il s’agit du tourment réservé aux gens qui n’observaient pas l’abstinence sexuelle durant les dimanches, les jours de fête et les jours de jeûne.
- Albéric voit ensuite une grande fournaise dans laquelle se trouvent des flammes de soufre, c’est l’endroit où se trouvent les âmes des tyrans et des femmes ayant eu recours à l’avortement. En cet endroit, des démons prennent l’apparence des victimes des pécheurs, les accusant et les tourmentant.
- Le visionnaire voit ensuite un vaste lac de feu qui a l’apparence de sang. C’est là que se trouvent les meurtriers. Saint Pierre explique qu’ils doivent tout d’abord être tourmentés pendant trois ans par un démon, attaché à leur cou, revêtant le visage de leur victime. Après ce temps, ils sont immergés dans le lac.
- La peine suivante se nomme Covinium. Il s’agit d’une grande salle. À l’une des extrémités se trouve une porte d’où entrent les âmes. À l’autre se tient un cheval géant enflammé. Les âmes doivent traverser la pièce en passant dans un bassin de métaux fondus, puis, pour en sortir, sont forcées de passer par les entrailles du cheval, en sortant par son derrière, la seule sortie. Ce châtiment est réservé aux complices des mauvais prêtres et l’apôtre explique que le temps de cette peine n’est pas le même pour tous. En effet, les paroissiens doivent la subir pendant trois ans, les patrons d’églises soixante et enfin les évêques y écopent de quatre-vingts ans.
- Après cela, Albéric est conduit vers une région souterraine où se trouve un puits gardé par un ver d’une grandeur infinie retenu par une chaine qui semble tirer sa source en enfer. Le ver aspire les âmes et les recrache en cendres. Saint Pierre explique que le puits est réservé aux pécheurs non jugés, il s’agit ici de l’enfer.
- Albéric voit ensuite dans une grande vallée un lac où brûlent les sacrilèges liés à la simonie. Les simoniaques, eux, brûlent dans un large puits qui lance des flammes.
- Albéric voit ensuite un lieu de ténèbres « […] hideux, obscur, aux exhalaisons pestilentielles, plein de flammes crépitantes, de serpents, de dragons, de stridences, de lamentations […] il était préparé pour ceux qui avaient abandonné l’ordre ecclésiastique, délaissé la règle monastique […] pour ceux qui avaient désespéré de leurs péchés, accepté la parjure, commis l’adultère, les faux témoignages et autres crimes[4]. » Saint Pierre explique que plus on a péché, plus nous sommes tourmentés, ce qui n’arrête qu’à la purgation totale des fautes.
- L’apôtre lui montre par la suite un vaste « […] lac noir d’eau sulfureuse, rempli de serpents et de scorpions […] ». C’est là que sont plongées les âmes des détracteurs et des faux témoins.
- À la suite de cela, le visionnaire voit un chien et un lion, c’est de là que semble provenir toutes les affres de ces lieux purgatoires. Ce sont également ces deux figures qui, de leur souffle, envoient les âmes au châtiment qu’ils méritent.
- Albéric se trouve alors près des portes de l’enfer, un oiseau majestueux apparait, il transporte un moine qu’il laisse tomber puis reprend avant que des démons ne puissent l’attaquer. Saint Pierre laisse alors Albéric seul pour aller ouvrir les portes du paradis à ce moine[3]. Des démons s’approchent du garçon, mais l’apôtre revient avant que du mal ne lui soit fait.
- Après cela, Albéric voit le sort réservé aux voleurs et aux brigands. Ils portent des chaînes ardentes et une masse les empêchant de se tenir debout est fixée à leur cou.
- L’apôtre et le garçon arrivent ensuite à un pont situé au-dessus d’un fleuve de poix ardent qui semble tirer sa source en enfer. Il est expliqué au visionnaire que les pécheurs doivent traverser le pont, mais qu’une fois au centre, le poids de leurs péchés les attire dans les flammes, ils doivent répéter le processus jusqu’à ce qu’ils soient purifiés de leurs fautes et ainsi assez légers pour traverser entièrement la passerelle.
- Saint Pierre raconte alors un récit sur les vertus de la pénitence qui prend pour exemple un seigneur repentant.
- Le dernier lieu de purgation présenté à Albéric consiste en un immense champ couvert d’épines. Il faut trois jours et trois nuits pour le traverser et les âmes qui s’y aventurent, en plus de voir leur chair déchirée, sont poursuivies par le diable arborant l’aspect d’un chevalier qui chevauche un dragon et tourmente les passants à l’aide d’un serpent qu’il porte à la main.

### Le paradis et les cieux

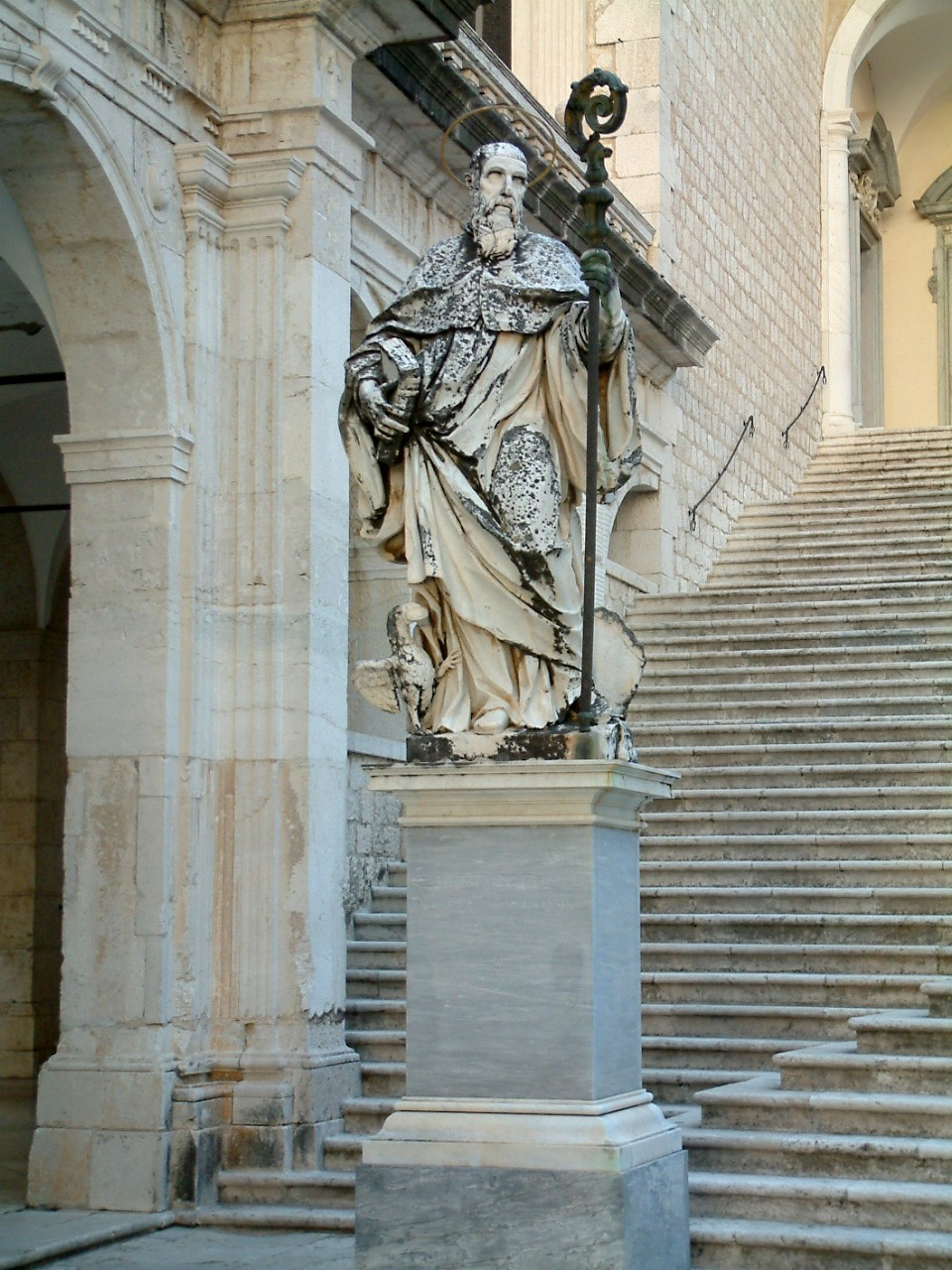
Statue de saint Benoît, au monastère de Mont-Cassin.

- Sortis du champ, les corps et les habits des âmes se régénèrent et ils peuvent maintenant profiter d’une grande campagne dont la beauté est indescriptible. Au centre se trouve le paradis. Saint Pierre explique que ceux dans cette campagne seront jugés, mais pas les saints qui se trouvent au 6e ciel. Il note également que saint Benoît[Lequel ?] se trouve parmi les confesseurs. Une hiérarchie domine également ce lieu, non pas selon les péchés, mais cette fois plutôt selon les mérites de la vie de ceux qui s’y trouvent. Ainsi, les apôtres, les martyrs, les confesseurs et les autres saints jouissent d’une place privilégiée.
- Vient ensuite un éloge de l’apôtre au sujet des moines. Ceux-ci rayonnent davantage en raison de leur humilité et leur mode de vie. Selon le guide : patience, méfiance à l’égard du diable, travaux manuels, amour de Dieu et du prochain et enfin la crainte de Dieu sont des éléments à suivre pour gagner plus facilement le paradis. Saint Pierre note aussi que l’arbre de vie, du nom de Neptaline, se trouve au paradis. Il montre à Albéric un homme étendu sur un lit, à côté du paradis, cet homme est entouré de deux prêtres qui tiennent des encensoirs. Il est interdit au visionnaire de dévoiler le nom du personnage qui dort.
- Saint Pierre mentionne les trois péchés qui sont à la base de tous les autres : l’orgueil, la gourmandise et la cupidité. Il présente ensuite les divers cieux au visionnaire.
  - 1er ciel : constitué d’air. On y retrouve l’étoile méridienne. La lune suit son cours, en trente jours, au-dessus de ce ciel.
  - 2e ciel : fait d’éther. L’étoile de Mars y est.
  - 3e ciel : dit sidéral, contient l’étoile de Mercure.
  - 4e ciel : celui-ci se nomme Orléon, c’est l’endroit où le soleil suit son cours en 365 jours.
  - 5e ciel : qui s’appelle Junion, s’y trouve l’étoile de Jupiter.
  - 6e ciel : nommé Venustion, on y trouve les chœurs des archanges, des patriarches, des prophètes, des apôtres, des martyrs, des confesseurs, des vierges, mais également l’étoile de Vénus.
  - 7e ciel : appelé Anapecon, l’étoile de Saturne y fait son cours, également en 365 jours, c’est elle qui donne sa splendeur et sa chaleur au soleil. Le trône de Dieu, entouré d’anges à six paires d’ailes qui scandent à coup de trois le nom du seigneur, y est également. Des chérubins se trouvent également devant Dieu.
- Saint Pierre amène ensuite Albéric aux murs d’une haute cité où, encore une fois, il est interdit au visionnaire de révéler ce qu’il a vu.

### Voyage dans 51 provinces
Albéric est par la suite amené par l’apôtre dans un voyage dans lequel il prétend avoir visité cinquante et une provinces. Le visionnaire ne décrit que deux d’entre elles.
- Dans la première, on le porte jusqu’à une ville déserte dans laquelle se trouve une église détruite. Devant elle, une foule tente de s’y réfugier, en vain. Ces gens sont poursuivis par des hommes tout noirs qui les martyrisent. Le garçon se fait expliquer qu’il s’agit de gens qui n’accordaient pas d’importance à leur église de leur vivant et qui, maintenant qu’ils voudraient s’y réfugier pour échapper aux démons, s’y voient refuser l’accès. Dans cette ville, Albéric observe une femme qui fut jadis la dame de cette cité. Des cheveux, qui seraient en fait des flammes, lui descendent jusqu’aux pieds pour lui bruler tout le corps. Dieu lui permet toutefois un soulagement. En effet, durant sa vie, elle aurait donné des chaussures à un pauvre, maintenant elle peut les porter dans son supplice.
- Albéric raconte également qu’il fut amené en Galatie, où il vit une église du nom de Saint-Pandide dont le pavement semble entièrement fait de métal. Il y voit un bassin de cristal dans lequel un crucifix pleure quotidiennement, car les inégalités entre les hommes auraient grandement augmenté. Cela serait expliqué par le fait que les hommes de pouvoirs, clercs comme laïcs, n’empêcheraient pas les hommes d’être portés vers le mal.

### Fin de la vision
Saint Pierre, au terme de la vision, commande à Albéric de placer chaque année en offrande un cierge béni qui ferait sa taille devant l’autel consacré à l’apôtre. À la suite de sa vision, le garçon voit sa mère dans un songe, il lui demande de donner l’offrande commandée par son guide. C’est ce que sa mère fera, ce qui permit à Albéric de recouvrer sa santé.

## Confusion et pistes d’interprétation
Plusieurs idées émanent du texte. Tout d’abord, il n’est pas très difficile d’établir qu’Albéric de Settefratri est un rigoriste, le fait que des bébés d’un an doivent brûler au purgatoire n’est qu’un exemple appuyant une telle affirmation. Ensuite, il est possible de voir les sept premières peines comme un tout. En effet, celles-ci punissent des crimes sociaux ou sexuels et témoignent ainsi des préoccupations d’une communauté délimitée, fortement influencée par les préceptes grégoriens. Ces châtiments concernent d’ailleurs bien plus les laïcs que les clercs. Après ces lieux, nous trouvons le puits, qui est utilisé pour les peines définitives, puis deux lieux de transition purgatoires, qui sont réservés pour les péchés plus légers que les lieux précédents. De plus, des treize fautes qui sont punies dans les lieux infernaux, neuf d’entre elles auraient pu être évitées par la pénitence.
Certaines confusions demeurent cependant dans le texte. Par exemple, la vision n’est pas claire sur le fait que les âmes doivent toutes passer par le pont ainsi que le champ d’épines survolé d’un dragon, ou alors un seul des deux lieux. Il est aussi difficile de savoir si ces lieux ne sont réservés qu’aux justes, qui n’ont pas à subir les peines présentées auparavant, ou alors si les âmes ayant purgé leurs peines dans les endroits précédents doivent également subir ces châtiments. 
La Vision d’Albéric porte également l’idée, vers la fin du récit, que les bonnes actions durant la vie peuvent alléger les souffrances des âmes dans l’au-delà. L’exemple de la dame de la cité qu’Albéric survole en fin de voyage, qui avait donné des chaussures à un pauvre durant sa vie et que Dieu lui redonne une fois qu’elle doit subir son châtiment témoigne de cet élément. Enfin, il est fort possible que l’autel dont saint Pierre parle à la toute fin de la vision, lorsqu’il commande à Albéric d’aller y porter une offrande chaque année, soit l’église de Settefrati, celle-ci étant dédiée à l’apôtre en question.

## Traits significatifs et influences

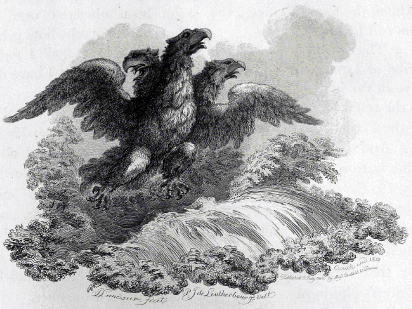
L'aigle triple illustrant une édition du second livre des visions d'Esdras.

Il est tout d’abord à noter que la Vision d’Albéric est l’un des récits de visionnaires les plus complets sur le purgatoire. En effet, la majorité du texte porte sur ce dernier. Cet élément est tout de même représentatif de ce type de littérature, dans laquelle le visionnaire s’étend pratiquement toujours davantage sur la description des lieux infernaux que sur le paradis ou les cieux. De plus, le texte peut être perçu comme un amalgame des idées qu’on peut retrouver dans des visions antérieures et dans la littérature apocryphe. À ce titre, la Vision d’Albéric tire probablement sa structure de celle de Drythelm. Elle a également plusieurs points en commun avec la Vision d’Esdras. Avec les sept lieux de peines, il est aussi possible d’établir un certain parallèle avec la Vision d’Adamnan alors qu’on peut retrouver l’évocation des sept cieux dans la Vision de Wettin. Cependant, sur ce dernier élément, Albéric a ajouté une notion astrologique qui n’est pas négligeable dans son récit. À travers tout cela, il est assez évident qu’Albéric a été influencé par la tradition irlandaise des récits de visions. Le fait que le protagoniste utilise le vol pour se déplacer, dans le cas d’Albéric il est aidé par une colombe, et qu’il persiste un flou sur la façon dont il réintègre son corps sont deux autres points communs de ce type de littérature. Les principes géographiques qui régissent le texte sont assez courants à l’époque carolingienne. Il serait également impossible de parler des sources ayant influencé la Vision d’Albéric sans mentionner l’Apocalypse de Paul. Le ver infatigable aux côtés du puits en est un exemple, bien qu’Albéric l’ait amplifié. Outre le fait de réutiliser des éléments de l’Apocalypse de Paul simplement pour des raisons littéraires, il faut considérer que cela tire davantage ses sources dans des raisons doctrinales, soit pour situer le texte dans une certaine tradition. Bien qu’elle ait été produite au XIIe siècle, il faut percevoir l’expérience écrite par Albéric comme une vision de l’ancien type, dans laquelle l’auteur ne se soucie pas d’expliquer les modalités du transfert des âmes du corps à l’au-delà, ce qui deviendra une préoccupation bien plus importante dans les visions du milieu du siècle et celles qui suivront. Enfin, le pont duquel tombent les âmes alourdies par leurs fautes est un thème très ancien qui est loin d’être original à la Vision d’Albéric.
Il est très facile d’identifier que le texte est le fruit d’un monastère. En effet, l’éloge que fait l’apôtre aux moines est assez révélateur sur ce point, surtout qu’il insiste par la suite sur les bénéfices pour l’âme de leur mode de vie. C’est également quelque chose que nous pouvons percevoir dans le fait qu’il y a une distinction parmi les justes entre les moines, les clercs et les laïcs.
Il est également important de souligner que la Vision d’Albéric se distingue de la majorité des autres textes du même genre littéraire étant donné que la seule version à se rendre jusqu’à nous en est une qui fut écrite longtemps après les faits, mais dans laquelle la personne ayant eu cette expérience joue un rôle éditorial très important dans la rédaction.

## Postérité
Malgré son aire de rayonnement fort limité, La Vision d’Albéric est largement étudiée par ceux qui s’intéressent à l’œuvre de Dante Alighieri, la Divine Comédie. La vision figurerait parmi ses inspirations, principalement au niveau châtiments et des bêtes qu’on peut y trouver dans les lieux infernaux. Le poète aurait même été accusé de l’avoir copié largement.